# 麻乃 (モデル)
麻乃（あさの、1988年2月8日 - ）は、日本の女性ファッションモデル。カバーガールエンターテインメント所属。

## 経歴

### 生い立ち
- 三重県桑名市にて3人兄妹の長女（兄と弟がいる[2]）として生まれる。三重県立桑名西高等学校卒業[3]。
- 高校3年の夏、名古屋市内のクラブで現事務所にスカウトされ、モデル活動を開始[4][5]。2008年よりファッション雑誌『BLENDA』の専属モデルとなる。
- 2014年3月7日、ブログにて自身の入籍と妊娠を発表[6]。2月8日に入籍、7月30日に男子を出産した[7]。

### 歌手
2011年、ファッション雑誌『BLENDA』の専属モデルからなる歌手グループ「Be-ppin」の一員として、シングル「MY・EYE・AH」でデビュー。彼女を含めたメンバー8人には、それぞれの特徴を表したキャッチフレーズが付けられており、彼女には「ちゃうちゃうマリン」というキャッチフレーズが与えられた。

## 出演

### 雑誌
- BLENDA（角川春樹事務所）

### テレビ
- F2C（中京テレビ放送・2007年）
- SHAKE! free TV（テレビ愛知・2009年）

### 広告
- デュラス